# Pure McCartney
Pure McCartney –en español: «Puro McCartney»– es un álbum recopilatorio del músico británico Paul McCartney, publicado por la compañía discográfica Concord Music Group el 10 de junio de 2016. Es el primer álbum de McCartney en tres años después de la publicación del álbum New.
El álbum contiene 67 grandes éxitos de la carrera musical del exbeatle desde la publicación de su primer álbum como solista McCartney hasta su sencillo Hope For The Future lanzado en 2014, incluyendo el remix de «Say Say Say» estrenado en 2015 para la reedición del álbum Pipes of Peace. 

## Promoción
A finales de marzo de 2016 existían rumores sobre un posible lanzamiento del álbum cuando aparecieron en el canal de YouTube de McCartney vídeos extraños con duración de cinco segundos donde se escuchaban voces distorsionadas.
El 31 de marzo de 2016 se anunció oficialmente en la página web del cantante que se lanzaría la recopilación de sus 67 mejores canciones.
Sobre este proyecto, Paul McCartney comento:

A mí y a mi equipo se nos ocurrió la idea de armar una colección de mis grabaciones sin nada más en mente que tener algo divertido para escuchar," Paul dice de este proyecto.

Tal vez es para ser disfrutado en un largo viaje en coche, una noche en casa o en una fiesta con amigos. Así que que nos reunimos y nos salieron estas playlists tan distintas de varios periodos de mi larga y sinuosa carrera.

El lanzamiento de este álbum coincidió con las primeras fechas de la gira One On One Tour.
En esta recopilación aparecen pistas de todos los álbumes de estudio de McCartney y Wings a excepción de Снова в СССР, Flowers in the Dirt, Run Devil Run y Driving Rain.
El 14 de abril se publicó a través de la página web de McCartney la sección: Sticking Out Of My Back Pocket donde se presentan las diferentes pistas contenidas en el álbum. La primera canción publicada fue la nueva versión remasterizada de  Bip Bop  exclusivamente para la publicación de este recopilatorio. Otro adelanto fue publicado el 19 de abril, se trata de la canción Too Much Rain publicada originalmente en 2005 en el álbum Chaos and Creation in the Backyard. Una tercera canción fue publicada el 29 de abril, se trata de la canción Dear Boy originalmente publicada en 1971. La cuarta canción que muestra es  Warm and Beautiful originalmente incluida en el álbum Wings at the Speed of Sound. Posteriormente apareció la versión remasterizada de Souvenir publicada originalmente en el álbum Flaming Pie. El último track en aparecer fue Wanderlust, remasterizada para la reedición del álbum Tug Of War en 2015.
Además, el 24 de mayo a través del canal de Youtube de McCartney se publicaron vídeos 360° donde el músico explicaba la historia de canciones de su carrera como: Coming Up, Dance Tonight, Early Days, Mull of Kintyre y My Valentine. Estos videos fueron recopilados en la serie Pure McCartney Vr.

## Formatos del álbum
Pure McCartney será lanzado en cuatro diferentes formatos:
- Edición Estándar: Incluye 2 CD con 39 pistas
- Edición Deluxe: Incluye 4 CD con 67 pistas
- Edición Vinilo: 4 LP con 41 pistas
- Descarga Digital: Disponible en iTunes y Servicios de Streaming

## Diseño de la portada
La portada del álbum es una fotografía tomada por la esposa del músico, Linda McCartney que remite a los primeros años de la carrera como solista de Paul una vez que se dio la separación de The Beatles. En la imagen McCartney lleva la barba crecida, look que lucía durante la grabación del álbum Ram.

## Recepción
Pablo Gorondi de ABC News comenta: «Aun así, Pure McCartney es una introducción sustancial, honesto y gratificada para la larga y sinuosa carrera de un gigante de la música pop, un menú de degustación despertando el apetito para más». El diario peruano El Comercio publicó una crítica de Luis Jaime Cisneros sobre el lanzamiento de Pure McCartney: «Para muchos es más de lo mismo y tienen razón, al menos para coleccionistas serios pero si lo recomendaríamos para aquellos quienes recién están descubriendo el legado musical del compositor de la banda sonora de tres generaciones», también argumenta que este álbum «es el más completo documento sonoro publicado por el músico». Stephen Thomas Erlewine de Allmusic cataloga este álbum como un retrato mucho más rico del trabajo en solitario de McCartney a comparación del anterior recopilatorio Wingspan: Hits and History, aunque señala que Pure McCartney se siente un poco incompleto al no agregar el clásico My Brave Face.

## Lista de canciones

### Edición estándar (2-CD)
| Disco 1 |                                                       |                               |                                          |          |  |
| N.º     | Título                                                | Escritor(es)                  | Álbum                                    | Duración |  |
| 1.      | «Maybe I'm Amazed»                                    | Paul McCartney                | McCartney, 1970                          | 3:51     |  |
| 2.      | «Heart of the Country»                                | P. McCartney, Linda McCartney | Ram, 1971                                | 2:24     |  |
| 3.      | «Jet»                                                 | P. McCartney, L. McCartney    | Band on the Run, 1973                    | 4:09     |  |
| 4.      | «Warm and Beautiful»                                  | P. McCartney, L. McCartney    | Wings at the Speed of Sound, 1976        | 3:14     |  |
| 5.      | «Listen to What the Man Said»                         | P. McCartney, L. McCartney    | Venus and Mars, 1975                     | 4:03     |  |
| 6.      | «Dear Boy»                                            | P. McCartney, L. McCartney    | Ram, 1971                                | 2:15     |  |
| 7.      | «Silly Love Songs»                                    | P. McCartney, L. McCartney    | Wings at the Speed of Sound, 1976        | 5:55     |  |
| 8.      | «The Song We Were Singing»                            | P. McCartney                  | Flaming Pie, 1997                        | 3:55     |  |
| 9.      | «Uncle Albert/Admiral Halsey»                         | P. McCartney, L. McCartney    | Ram, 1971                                | 4:56     |  |
| 10.     | «Another Day»                                         | P. McCartney, L. McCartney    | Sencillo, 1971                           | 3:43     |  |
| 11.     | «Sing the Changes» (Bajo el seudónimo de The Fireman) | P. McCartney                  | Electric Arguments, 2008                 | 3:45     |  |
| 12.     | «Jenny Wren»                                          | P. McCartney                  | Chaos and Creation in the Backyard, 2005 | 3:48     |  |
| 13.     | «Save Us»                                             | P. McCartney                  | New, 2013                                | 2:40     |  |
| 14.     | «Mrs Vandebilt»                                       | P. McCartney, L. McCartney    | Band on the Run, 1973                    | 4:40     |  |
| 15.     | «Mull of Kintyre»                                     | P. McCartney, Denny Laine     | Sencillo, 1977                           | 4:45     |  |
| 16.     | «Let 'Em In»                                          | P. McCartney, L. McCartney    | Wings at the Speed of Sound, 1976        | 5:11     |  |
| 17.     | «Let Me Roll It»                                      | P. McCartney, L. McCartney    | Band on the Run, 1973                    | 4:50     |  |
| 18.     | «Nineteen Hundred and Eighty-Five»                    | P. McCartney, L. McCartney    | Band on the Run, 1973                    | 5:31     |  |
| 19.     | «Ebony and Ivory» (con Stevie Wonder)                 | P. McCartney                  | Tug of War, 1982                         | 3:46     |  |
| 1:17:21 |                                                       |                               |                                          |          |  |

| Disco 2 |                                                  |                               |                                          |          |  |
| N.º     | Título                                           | Escritor(es)                  | Álbum                                    | Duración |  |
| 1.      | «Band on the Run»                                | P. McCartney, L. McCartney    | Band on the Run, 1973                    | 5:14     |  |
| 2.      | «Arrow Through Me»                               | P. McCartney                  | Back to the Egg, 1979                    | 3:38     |  |
| 3.      | «My Love»                                        | P. McCartney, L. McCartney    | Red Rose Speedway, 1973                  | 4:10     |  |
| 4.      | «Live and Let Die»                               | P. McCartney, L. McCartney    | B.S.O. Live and Let Die, 1973            | 3:13     |  |
| 5.      | «Too Much Rain»                                  | P. McCartney                  | Chaos and Creation in the Backyard, 2005 | 3:26     |  |
| 6.      | «Goodnight Tonight»                              | P. McCartney                  | Sencillo, 1979                           | 4:22     |  |
| 7.      | «Say Say Say» (con Michael Jackson) (2015 remix) | P. McCartney, Michael Jackson | Pipes of Peace, 1983                     | 3:40     |  |
| 8.      | «My Valentine»                                   | P. McCartney                  | Kisses on the Bottom, 2012               | 3:16     |  |
| 9.      | «The World Tonight»                              | P. McCartney                  | Flaming Pie, 1997                        | 4:06     |  |
| 10.     | «Pipes of Peace»                                 | P. McCartney                  | Pipes of Peace, 1983                     | 3:57     |  |
| 11.     | «Dance Tonight»                                  | P. McCartney                  | Memory Almost Full, 2007                 | 2:56     |  |
| 12.     | «Here Today»                                     | P. McCartney                  | Tug of War, 1982                         | 2:29     |  |
| 13.     | «Wanderlust»                                     | P. McCartney                  | Tug of War, 1982                         | 3:51     |  |
| 14.     | «Great Day»                                      | P. McCartney                  | Flaming Pie, 1997                        | 2:09     |  |
| 15.     | «Coming Up»                                      | P. McCartney                  | McCartney II, 1980                       | 3:52     |  |
| 16.     | «No More Lonely Nights»                          | P. McCartney                  | Give My Regards to Broad Street, 1985    | 4:43     |  |
| 17.     | «Only Mama Knows»                                | Paul McCartney                | Memory Almost Full, 2007                 | 4:49     |  |
| 18.     | «With a Little Luck»                             | P. McCartney                  | London Town, 1978                        | 3:13     |  |
| 19.     | «Hope For The Future»                            | P. McCartney                  | B.S.O. Destiny, 2015                     | 4:09     |  |
| 20.     | «Junk»                                           | P. McCartney                  | McCartney, 1970                          | 1:57     |  |
| 1:12:40 |                                                  |                               |                                          |          |  |

### Edicióndeluxe(4-CD)
| Disco 1 |                               |                            |                                          |          |  |
| N.º     | Título                        | Escritor(es)               | Álbum                                    | Duración |  |
| 1.      | «Maybe I'm Amazed»            | P. McCartney               | McCartney, 1970                          |          |  |
| 2.      | «Heart of the Country»        | P. McCartney, L. McCartney | Ram, 1971                                |          |  |
| 3.      | «Jet»                         | P. McCartney, L. McCartney | Band on the Run, 1973                    |          |  |
| 4.      | «Warm and Beautiful»          | P. McCartney, L. McCartney | Wings at the Speed of Sound, 1976        |          |  |
| 5.      | «Listen to What the Man Said» | P. McCartney, L. McCartney | Venus and Mars, 1975                     |          |  |
| 6.      | «Dear Boy»                    | P. McCartney, L. McCartney | Ram, 1971                                |          |  |
| 7.      | «Silly Love Songs»            | P. McCartney, L. McCartney | Wings at the Speed of Sound, 1976        |          |  |
| 8.      | «The Song We Were Singing»    | P. McCartney               | Flaming Pie, 1997                        |          |  |
| 9.      | «Uncle Albert/Admiral Halsey» | P. McCartney, L. McCartney | Ram, 1971                                |          |  |
| 10.     | «Early Days»                  | P. McCartney               | New, 2013                                |          |  |
| 11.     | «Big Barn Bed»                | P. McCartney               | Red Rose Speedway, 1973                  |          |  |
| 12.     | «Another Day»                 | P. McCartney, L. McCartney | Sencillo, 1971                           |          |  |
| 13.     | «Flaming Pie»                 | P. McCartney               | Flaming Pie, 1997                        |          |  |
| 14.     | «Jenny Wren»                  | P. McCartney               | Chaos and Creation in the Backyard, 2005 |          |  |
| 15.     | «Too Many People»             | P. McCartney               | Ram, 1971                                |          |  |
| 16.     | «Let Me Roll It»              | P. McCartney, L. McCartney | Band on the Run, 1973                    |          |  |
| 17.     | «New»                         | P. McCartney               | New, 2013                                |          |  |

| Disco 2 |                                    |                            |                                          |          |  |
| N.º     | Título                             | Escritor(es)               | Album                                    | Duración |  |
| 1.      | «Live and Let Die»                 | P. McCartney, L. McCartney | Live and Let Die, 1973                   |          |  |
| 2.      | «English Tea»                      | P. McCartney               | Chaos and Creation in the Backyard, 2005 |          |  |
| 3.      | «Mull of Kintyre»                  | P. McCartney, Denny Laine  | Sencillo, 1978                           |          |  |
| 4.      | «Save Us»                          | P. McCartney               | New, 2013                                |          |  |
| 5.      | «My Love»                          | P. McCartney, L. McCartney | Red Rose Speedway, 1973                  |          |  |
| 6.      | «Bip Bop»                          | P. McCartney, L. McCartney | Wild Life, 1971                          |          |  |
| 7.      | «Let 'Em In»                       | P. McCartney, L. McCartney | Wings at the Speed of Sound, 1976        |          |  |
| 8.      | «Nineteen Hundred and Eighty-Five» | P. McCartney, L. McCartney | Band on the Run, 1973                    |          |  |
| 9.      | «Calico Skies»                     | P. McCartney               | Flaming Pie, 1997                        |          |  |
| 10.     | «Hi, Hi, Hi»                       | P. McCartney, L. McCartney | Sencillo, 1972                           |          |  |
| 11.     | «Waterfalls»                       | P. McCartney               | McCartney II, 1980                       |          |  |
| 12.     | «Band on the Run»                  | P. McCartney, L. McCartney | Band on the Run, 1973                    |          |  |
| 13.     | «Appreciate»                       | P. McCartney               | New, 2013                                |          |  |
| 14.     | «Sing the Changes»                 | P. McCartney               | Electric Arguments, 2008                 |          |  |
| 15.     | «Arrow Through Me»                 | P. McCartney               | Back to the Egg, 1979                    |          |  |
| 16.     | «Every Night»                      | P. McCartney               | McCartney, 1970                          |          |  |
| 17.     | «Junior's Farm»                    | P. McCartney, L. McCartney | Sencillo, 1974                           |          |  |
| 18.     | «Mrs. Vandebilt»                   | P. McCartney, L. McCartney | Band on the Run, 1973                    |          |  |

| Disco 3 |                                                  |                            |                                          |          |  |
| N.º     | Título                                           | Escritor(es)               | Álbum                                    | Duración |  |
| 1.      | «Say Say Say» (con Michael Jackson) (2015 remix) | P. McCartney, Jackson      | Pipes of Peace, 1983                     |          |  |
| 2.      | «My Valentine»                                   | P. McCartney               | Kisses on the Bottom, 2011               |          |  |
| 3.      | «Pipes of Peace»                                 | P. McCartney               | Pipes of Peace, 1983                     |          |  |
| 4.      | «The World Tonight»                              | P. McCartney               | Flaming Pie, 1997                        |          |  |
| 5.      | «Souvenir»                                       | P. McCartney               | Flaming Pie, 1997                        |          |  |
| 6.      | «Dance Tonight»                                  | P. McCartney               | Memory Almost Full, 2007                 |          |  |
| 7.      | «Ebony and Ivory» (con Stevie Wonder)            | P. McCartney               | Tug of War, 1982                         |          |  |
| 8.      | «Fine Line»                                      | P. McCartney               | Chaos and Creation in the Backyard, 2005 |          |  |
| 9.      | «Here Today»                                     | P. McCartney               | Tug of War, 1982                         |          |  |
| 10.     | «Press»                                          | P. McCartney               | Press to Play, 1986                      |          |  |
| 11.     | «Wanderlust»                                     | P. McCartney               | Tug of War, 1982                         |          |  |
| 12.     | «Winedark Open Sea»                              | P. McCartney               | Off the Ground, 1993                     |          |  |
| 13.     | «Beautiful Night»                                | P. McCartney               | Flaming Pie, 1997                        |          |  |
| 14.     | «Girlfriend»                                     | P. McCartney               | London Town, 1978                        |          |  |
| 15.     | «Queenie Eye»                                    | P. McCartney, Paul Epworth | New, 2013                                |          |  |
| 16.     | «We All Stand Together»                          | P. McCartney               | B.S.O. Rupert and the Frog Song, 1984    |          |  |

| Disco 4 |                                  |                            |                                          |          |  |
| N.º     | Título                           | Escritor(es)               | Álbum                                    | Duración |  |
| 1.      | «Coming Up»                      | P. McCartney               | McCartney II, 1980                       |          |  |
| 2.      | «Too Much Rain»                  | P. McCartney               | Chaos and Creation in the Backyard, 2005 |          |  |
| 3.      | «Good Times Coming/Feel the Sun» | P. McCartney               | Press to Play, 1986                      |          |  |
| 4.      | «Goodnight Tonight»              | P. McCartney               | Sencillo, 1979                           |          |  |
| 5.      | «Baby's Request»                 | P. McCartney               | Back to the Egg, 1979                    |          |  |
| 6.      | «With a Little Luck»             | P. McCartney               | London Town, 1978                        |          |  |
| 7.      | «Little Willow»                  | P. McCartney               | Flaming Pie, 1997                        |          |  |
| 8.      | «Only Mama Knows»                | P. McCartney               | Memory Almost Full, 2007                 |          |  |
| 9.      | «Don't Let It Bring You Down»    | P. McCartney, Laine        | London Town, 1978                        |          |  |
| 10.     | «The Back Seat of My Car»        | P. McCartney               | Ram, 1971                                |          |  |
| 11.     | «No More Lonely Nights»          | P. McCartney               | Give My Regards to Broad Street, 1984    |          |  |
| 12.     | «Great Day»                      | P. McCartney               | Flaming Pie, 1997                        |          |  |
| 13.     | «Venus and Mars/Rock Show»       | P. McCartney, L. McCartney | Venus and Mars, 1975                     |          |  |
| 14.     | «Temporary Secretary»            | P. McCartney               | McCartney II, 1980                       |          |  |
| 15.     | «Hope for the Future»            | P. McCartney               | B.S.O. Destiny, 2015                     |          |  |
| 16.     | «Junk»                           | P. McCartney               | McCartney, 1970                          |          |  |

### Edición en vinilo (4-LP)
| Cara A |                               |                                  |          |  |
| N.º    | Título                        | Escritor(es)                     | Duración |  |
| 1.     | «Maybe I'm Amazed»            |                                  | 3:49     |  |
| 2.     | «Heart of the Country»        | Paul McCartney y Linda McCartney | 2:21     |  |
| 3.     | «Jet»                         | Paul McCartney y Linda McCartney | 4:07     |  |
| 4.     | «Warm And Beautiful»          | Paul McCartney y Linda McCartney | 3:12     |  |
| 5.     | «Listen To What The Man Said» | Paul McCartney y Linda McCartney | 3:57     |  |
| 6.     | «Dear Boy»                    | Paul McCartney y Linda McCartney | 2:12     |  |

| Cara B |                                 |                                  |          |  |
| N.º    | Título                          | Escritor(es)                     | Duración |  |
| 1.     | «Silly Love Song»               | Paul McCartney y Linda McCartney | 5:53     |  |
| 2.     | «The Song We Were Singing»      | Paul McCartney y Linda McCartney | 3:55     |  |
| 3.     | «Uncle Albert / Admiral Halsey» | Paul McCartney y Linda McCartney | 4:49     |  |
| 4.     | «Another Day»                   | Paul McCartney y Linda McCartney | 2:12     |  |
| 5.     | «New»                           |                                  | 2:57     |  |

| Cara C |                    |                                  |          |  |
| N.º    | Título             | Escritor(es)                     | Duración |  |
| 1.     | «Mull of Kintyre»  | Paul McCartney y Denny Laine     | 4:45     |  |
| 2.     | «Sing The Changes» |                                  | 3:44     |  |
| 3.     | «Jenny Wren»       |                                  | 3:47     |  |
| 4.     | «Mrs. Vandebilt»   | Paul McCartney y Linda McCartney | 4:41     |  |
| 5.     | «Save Us»          |                                  | 2:39     |  |

| Cara D |                                    |                                  |          |  |
| N.º    | Título                             | Escritor(es)                     | Duración |  |
| 1.     | «Let 'Em In»                       | Paul McCartney y Linda McCartney | 5:10     |  |
| 2.     | «Let Me Roll It»                   | Paul McCartney y Linda McCartney | 4:47     |  |
| 3.     | «Ebony and Ivory»                  |                                  | 3:42     |  |
| 4.     | «Nineteen Hundred and Eighty Five» | Paul McCartney y Linda McCartney | 5:30     |  |

| Cara E |                    |                                  |          |  |
| N.º    | Título             | Escritor(es)                     | Duración |  |
| 1.     | «Band on the Run»  | Paul McCartney y Linda McCartney | 5:10     |  |
| 2.     | «Arrow Through Me» |                                  | 3:37     |  |
| 3.     | «My Love»          | Paul McCartney y Linda McCartney | 4:07     |  |
| 4.     | «Live and Let Die» | Paul McCartney y Linda McCartney | 3:12     |  |
| 5.     | «Too Much Rain»    |                                  | 3:24     |  |

| Cara F |                            |                                  |          |  |
| N.º    | Título                     | Escritor(es)                     | Duración |  |
| 1.     | «Say Say Say (2015 Remix)» | Paul McCartney y Michael Jackson | 3:34     |  |
| 2.     | «My Valentine»             |                                  | 3:44     |  |
| 3.     | «Goodnight Tonight»        |                                  | 4:25     |  |
| 4.     | «The World Tonight»        |                                  | 4:03     |  |
| 5.     | «Pipes of Peace»           |                                  | 3:56     |  |

| Cara G |                         |              |          |  |
| N.º    | Título                  | Escritor(es) | Duración |  |
| 1.     | «Dance Tonight»         |              | 2:54     |  |
| 2.     | «Here Today»            |              | 2:27     |  |
| 3.     | «Wanderlust»            |              | 3:49     |  |
| 4.     | «Great Day»             |              | 2:09     |  |
| 5.     | «Coming Up»             |              | 3:49     |  |
| 6.     | «No More Lonely Nights» |              | 4:42     |  |

| Cara H |                       |                                  |          |  |
| N.º    | Título                | Escritor(es)                     | Duración |  |
| 1.     | «Too Many People»     | Paul McCartney y Linda McCartney | 4:10     |  |
| 2.     | «Only Mama Know»      |                                  | 4:18     |  |
| 3.     | «With a Little Luck»  |                                  | 5:45     |  |
| 4.     | «Hope For The Future» |                                  | 4:10     |  |
| 5.     | «Junk»                |                                  | 2:25     |  |